# Friedrich von Basedow
Friedrich von Basedow (* 18. September 1797 in Dessau; † 4. März 1864 ebenda) war ein deutscher Jurist und Politiker.

## Leben
Von Basedow studierte Rechtswissenschaften in Halle und Jena. 1814 war er Freiwilliger in einem studentischen Jägercorps und wurde 1816 in Halle Mitglied der vorburschenschaftlichen Studentenverbindung Teutonia und 1817 in Jena Mitglied der Burschenschaft. 1818 wurde er zum Dr. iur. promoviert. Später wurde er Staatsminister in Dessau, Rat der Herzoglichen Kammer von Anhalt-Dessau und Steuerdirektor der Herzoglichen Steuerdirektion sowie Direktor der Landesrentenbank. Unter Minister Albert Friedrich von Ploetz wurde er 1849 Vizepräsident, 1862 dessen Nachfolger als Regierungspräsident. 1863 trat er in den Ruhestand.

## Familie
Sein Vater war der Regierungspräsident Ludwig von Basedow, sein Großvater der Pädagoge Johann Bernhard Basedow. Sein Bruder war der Mediziner Carl von Basedow.

## Ehrungen
- 1836: Roter Adlerorden 3. Klasse
- Hausorden Albrechts des Bären mit Stern, 1. Klasse
- Herzoglich-Anhalt-Dessauisches Campagne-Kreuz für Combattanten 1813–1815
- Commandeurzeichen 1. Klasse